# Āqdarreh-ye Soflá
Āqdarreh-ye Soflá (persiska: آغ درّه سفلی, Āgh Darreh-ye Soflá, آقدره سفلی) är en ort i Iran.   Den ligger i provinsen Västazarbaijan, i den nordvästra delen av landet, 400 km väster om huvudstaden Teheran. Āqdarreh-ye Soflá ligger 1 928 meter över havet och antalet invånare är 147.
Terrängen runt Āqdarreh-ye Soflá är huvudsakligen kuperad. Āqdarreh-ye Soflá ligger nere i en dal.Runt Āqdarreh-ye Soflá är det ganska tätbefolkat, med 78 invånare per kvadratkilometer. Närmaste större samhälle är Cherāgh Tappeh-ye Soflá, 8,3 km öster om Āqdarreh-ye Soflá. Trakten runt Āqdarreh-ye Soflá består i huvudsak av gräsmarker.